# Maraã
Maraã, amtlich Município de Maraã, ist eine brasilianische Gemeinde im Nordwesten des Bundesstaates Amazonas mit zum 1. Juli 2021 geschätzten 18.298 Einwohnern.

## Lage und Verkehrsanbindung
Die Gemeinde liegt am Rio Japurá, zwischen dem Rio Negro und dem Rio Solimões, 615 km nordwestlich von Manaus, zwischen Japurá und Uarini. Auf dem Gebiet der Gemeinde befinden sich drei  Terras Indígenas. Erreichbar ist der Ort nur per Schiff.

## Klima
Die Stadt hat tropisches Regenwaldklima, Af nach der Klimaklassifikation nach Köppen und Geiger. Die Durchschnittstemperatur ist 25,8 °C. Die Niederschlagsmenge liegt im Schnitt bei 3031 mm im Jahr.

## Geschichte
Die Geschichte von Maraã steht in engen Zusammenhang mit der Geschichte von Tefé. Im Jahr 1955 wurde der 1933 geschaffene Distrikt Maraã von Tefé ausgegliedert und zum Munizip erhoben. Der Sitz der Gemeinde wurde jedoch zunächst die Ansiedlung Jacitara. Erst am 25. März 1969 zog dann der Sitz der Gemeinde nach Maraã um.

## Bevölkerung
Nach der Zählung von 2010 lebten auf dem Gebiet der Gemeinde 17.528 Menschen, 8753 davon im urbanen Bereich, 8775 im ländlichen Bereich. 13.050 definierten sich als Farbige, 2428 als Weiße, 977 als Schwarze, 90 als Asiaten und 984 als Indigene. 7505 Menschen, also 43,06 % der Bevölkerung, waren unter 14 Jahre alt, weitere 3787 Menschen, oder 21,61 %, zwischen 15 und 25. Dabei liegt die Zahl für die Altersgruppen zwischen 0 und 14 Jahren etwa doppelt so hoch wie für die Altersgruppe von 15 bis 24 Jahre.
Die von der Bevölkerung her größte Terra Indígena (TI) ist die TI Cuiú-Cuú, die von 543 Angehörigen der Ethnie Miranha bewohnt wird. In den beiden weiteren TIs leben (Stand 2014) 131 Angehörige der Ethnie Kanamari sowie eine Gruppe Isolierter am Igarapé Bafuanã.

## Wirtschaft
Im Jahr 2019 betrug das BIP 7609 Real pro Kopf. 788 Personen oder 4,3 % der Bevölkerung waren als beschäftigt gemeldet. Handel und Dienstleistungen sind der größte Wirtschaftszweig mit einem Anteil von 17,8 Millionen Real, gefolgt von Landwirtschaft mit 15,9 Millionen Real und Industrie mit 7,7 Millionen Real. Der mit Abstand größte Einzelposten sind staatliche Leistungen wie Verwaltung, Bildung und öffentliche Gesundheit mit 94,3 Millionen Real.

### Landwirtschaft
Die wichtigsten Produkte der Landwirtschaft sind Bananen (788.000 Real), Maniok (504.000 Real), Acai (144.000 Real) und Wassermelonen (164.000 Real).